# مونيلمونتون (مترو باريس)
مونيلمونتون (بالفرنسية: Ménilmontant)‏ هي محطة مترو تابعة لمترو باريس تقع في فرنسا في الدائرة الحادية عشرة في باريس.[بحاجة لمصدر]